# Bascharage
Bascharage (Luxemburgs: Nidderkäerjeng, Duits: Niederkerschen) is een plaats in de Luxemburgse gemeente Käerjeng. Tot 2012 was Bascharage een onafhankelijke gemeente.

## Voormalige gemeente
De gemeente had een totale oppervlakte van 19,14 km² en telde 7240 inwoners op 1 januari 2007.
| Jaar                              | 1947 | 1961 | 1971 | 1982 | 1991 | 2001 | 2002 | 2003 | 2004 | 2005 |
| --------------------------------- | ---- | ---- | ---- | ---- | ---- | ---- | ---- | ---- | ---- | ---- |
| Inwoneraantal                     | 2164 | 2649 | 3672 | 4476 | 5034 | 6590 | 6713 | 6841 | 6837 | 6958 |
| Opmerking: tellingen op 1 januari |      |      |      |      |      |      |      |      |      |      |

## Geboren
- Claus Cito (1882-1965), beeldhouwer
- Guillaume Serrig (1892-1969), kunstschilder